# Outta Control
«Outta Control» — сингл Baby Bash записанный при участии Питбуля. Эта песня, как и «That’s How I Go», являются EP-релизами 2009 года. Официальная премьера состоялась на радио в июне 2009 года и достигла топовой десятки в iTunes top 100 в августе.

## Клип
Несмотря на популярность песни в середине года, клип был снят в ночном клубе «Toxic» в Корпусе-Кристи и был выпущен в декабре. Квест Крю, победитель 3 сезона America's Best Dance Crew, появился в клипе.
Dj в розовом — это новый талант Сара Хоувелл.

## Чарты
| Чарт (2009)                            | Высшая позиция |
| -------------------------------------- | -------------- |
| США (Billboard Bubbling Under Hot 100) | 13             |
| США (Billboard Hot Rap Songs)          | 14             |
| Ukraine Urban (FDR Charts)             | 1              |